# Richard Hart (curling)
Richard Hart (Toronto, 14 de octubre de 1968) es un deportista canadiense que compitió en curling.
Participó en los Juegos Olímpicos de Nagano 1998, obteniendo una medalla de plata en la prueba masculina. Ganó una medalla de oro en el Campeonato Mundial de Curling Masculino de 2007.

## Palmarés internacional
| Juegos Olímpicos   | Juegos Olímpicos  | Juegos Olímpicos | Juegos Olímpicos |
| Año                | Lugar             | Medalla          | Prueba           |
| ------------------ | ----------------- | ---------------- | ---------------- |
| 1998               | Nagano (Japón)    | Medalla de plata | Equipo           |
| Campeonato Mundial |                   |                  |                  |
| Año                | Lugar             | Medalla          | Prueba           |
| 2007               | Edmonton (Canadá) | Medalla de oro   | Equipo           |